# Ekkehard (operă)
Ekkehard este o operă scrisă de compozitorul german Johann Joseph Abert, bazată de romanul omonim al lui Joseph Victor von Scheffel. Premiera operei a avut loc în 1878 la opera palatului imperial (Opera de Stat "Unter den Linden") din Berlin. Ea relatează viața călugărului Ekkehard II din mânăstirea St. Gallen.
O înregistrare a acestei opere a fost făcută recent cu corul din Stuttgart și orchestra radiodifuziunii din Kaiserslautern dirijată de Peter Falk. Principalii soliști ai acestei înregistrări sunt: Nyla Van Ingen, Susanne Kelling, Henryk Böhm, Jörg Hempel, Alfred Reiter, Christian Gerhaher, Jonas Kaufmann și Mihoko Fujimura.
În 1991 cântărețul James Morris a obținut premiul Grammy pentru cea mai bună înregistrare de muzică de operă, printre lucrările interpretate fiind și arii din opera Ekkehard. În 1992 cântăreața Cheryl Studer a obținut premiul Grammy pentru cea mai bună înregistrare de muzică de operă, discul premiat având și arii din aceeași operă.